# Карликовые гремучники
Карликовые гремучники (лат. Sistrurus) — род ядовитых змей подсемейства ямкоголовых семейства гадюковых.

## Виды
В роде карликовых гремучников 3 вида:
- Sistrurus catenatus — Цепочный карликовый гремучник[1], или массасауга[1]
- Sistrurus miliarius — Просяной карликовый гремучник[1]
- Sistrurus tergeminus